# Глутаминовая кислота
Глутами́новая кислота́ (2-аминопентандио́вая кислота) — органическое соединение, алифатическая двухосновная аминокислота, входящая в состав белков всех известных живых организмов.
В биохимической литературе вместо громоздкого полного названия часто используют более компактные конвенциональные обозначения: «глутамат», «Glu», «Глу» или «E». Вне научной литературы термин «глутамат» также часто употребляется для обозначения широко распространённой пищевой добавки глутамата натрия.
В живых организмах остаток молекулы глутаминовой кислоты входит в состав белков, полипептидов, в некоторые низкомолекулярные вещества и присутствует в свободном виде.
При биосинтезе белка включение остатка глутаминовой кислоты кодируется кодонами GAA и GAG.
Глутаминовая кислота играет важную роль в метаболизме азотсодержащих биохимических веществ. Она также является нейромедиаторной аминокислотой, одной из важных представителей класса «возбуждающих аминокислот».
Связывание глутаминовой кислоты со специфическими рецепторами нейронов приводит к их возбуждению.
Глутаминовая кислота относится к группе заменимых аминокислот, в человеческом организме синтезируется.
Соли и сложные эфиры глутаминовой кислоты называются глутаматы.

## История
Впервые глутаминовую кислоту получил в чистом виде в 1866 г. немецкий химик Карл Генрих Риттгаузен при обработке клейковины пшеничной муки серной кислотой, описал её свойства и дал ей название, от латинского слова «gluten» — «клейковина» + «амин».

## Физико-химические свойства
Глутаминовая кислота при нормальных условиях представляет собой белое кристаллическое вещество, плохо растворимое в воде, этаноле, нерастворимое в ацетоне и диэтиловом эфире.
Чрезмерное потребление глутамата в эксперименте на крысах приводило к подавлению синтеза белка и резкому снижению его концентрации в сыворотке крови.

## Глутамат как нейромедиатор
Глутамат — ион глутаминовой кислоты — наиболее важный возбуждающий нейротрансмиттер в биохимических процессах в нервной системе позвоночных. В химических синапсах глутамат запасается в пресинаптических пузырьках (везикулах). Нервный импульс активирует высвобождение иона глутаминовой кислоты из пресинаптического нейрона.
На постсинаптическом нейроне ион глутаминовой кислоты связывается с постсинаптическими рецепторами, такими, как, например, NMDA-рецепторы, и активирует их. Благодаря участию последних в синаптической пластичности ион глутаминовой кислоты участвует в таких функциях высшей нервной деятельности как обучение и память.
Одна из форм приспособляемости синапсов, называемая долговременной потенциацией, имеет место в глутаматергических синапсах гиппокампа, неокортекса и в других частях головного мозга человека.
Глутамат натрия участвует не только в классическом проведении нервного импульса от нейрона к нейрону, но и в объёмной нейротрансмиссии, когда сигнал передаётся в соседние синапсы путём кумулятивного эффекта глутамата натрия, высвобожденного в соседних синапсах (так называемая экстрасинаптическая или объёмная нейротрансмиссия) В дополнение к этому, глутамат играет важную роль в регуляции конусов роста и синаптогенеза в процессе развития головного мозга, как это было описано Марком Мэтсоном[где?].
Транспортёры глутамата натрия обнаружены на нейрональных[прояснить] мембранах и мембранах нейроглии. Они быстро удаляют[прояснить] глутамат из внеклеточного пространства. При повреждении мозга или заболеваниях они могут работать в противоположном[прояснить] направлении, вследствие чего глутамат натрия может накапливаться в межклеточном пространстве. Этот накопление приводит к поступлению большого количества ионов кальция в клетку через каналы NMDA-рецепторов, что, в свою очередь, вызывает повреждение и даже гибель клетки — это явление получило название эксайтотоксичности. Пути гибели клеток при этом включают:
- повреждение митохондрий избыточно высокой концентрацией внутриклеточных ионов кальция,
- Glu/Ca2+-опосредованной промоцией[прояснить] факторов транскрипции проапоптотических[прояснить] генов или снижением транскрипции антиапоптотических генов. Эксайтотоксичность, обусловленная повышенным высвобождением глутамата или его сниженным обратным захватом, возникает при ишемическом каскаде[прояснить][10] и ассоциирована с инсультом, а также наблюдается при таких заболеваниях, как боковой амиотрофический склероз, латиризм, аутизм, некоторые формы умственной отсталости, болезнь Альцгеймера[11].[12] В противоположность этому, снижение высвобождения глутамата наблюдается при классической фенилкетонурии, приводящей к нарушению экспрессии[прояснить] глутаматных рецепторов[13]

Глутаминовая кислота участвует в биохимии эпилептического припадка. Естественная диффузия глутаминовой кислоты в нейроны вызывает спонтанную деполяризацию[прояснить], и этот паттерн[прояснить] напоминает пароксизмальную деполяризацию[прояснить] во время судорог. Эти изменения в эпилептическом очаге[прояснить] приводят к открытию вольтаж-зависимых[прояснить] кальциевых каналов, что снова стимулирует выброс глутамата и дальнейшую деполяризацию.

### Глутаматные рецепторы
Существуют ионотропные и метаботропные (mGLuR1-8) глутаматные рецепторы.
Ионотропными рецепторами являются NMDA-рецепторы, AMPA-рецепторы и каинатные рецепторы.
Эндогенные лиганды глутаматных рецепторов — глутаминовая кислота и аспарагиновая кислота. Для активации NMDA-рецепторов также необходим глицин. Блокаторами NMDA-рецепторов являются PCP, кетамин, и другие вещества. AMPA-рецепторы также блокируются CNQX, NBQX. Каиновая кислота является активатором каинатных рецепторов.

### «Круговорот» глутамата
При наличии глюкозы в митохондриях нервных окончаний происходит дезаминирование глутамина до глутамата при помощи фермента глутаминазы. Также при аэробном окислении глюкозы глутамат обратимо синтезируется из альфа-кетоглутарата (образуется в цикле Кребса) при помощи аминотрансферазы.
Синтезированный нейроном глутамат закачивается в везикулы. Этот процесс является протон-сопряжённым транспортом. В везикулу с помощью протон-зависимой АТФазы закачиваются ионы H+. При выходе протонов по градиенту в везикулу поступают молекулы глутамата при помощи везикулярного транспортёра глутамата (VGLUTs).
Глутамат выводится в синаптическую щель, откуда поступает в астроциты, там трансаминируется до глутамина. Глутамин выводится снова в синаптическую щель и только тогда захватывается нейроном. По некоторым данным, глутамат напрямую путём обратного захвата не возвращается.

### Роль глутаминовой кислоты в кислотно-щелочном балансе
Дезаминирование глутамина до глутамата при помощи фермента глутаминазы образует аммиак, который, в свою очередь, связывается со свободным ионом водорода и экскретируется в просвет почечного канальца, приводя к снижению ацидоза.
При превращении глутамата в α-кетоглутарат также образуется аммиак. Далее α-кетоглутарат распадается на воду и углекислый газ. Последние, при помощи карбоангидразы через угольную кислоту, превращаются в свободный ион водорода и гидрокарбонат. Ион водорода экскретируется в просвет почечного канальца за счёт совместной транспортировки с ионом натрия, а бикарбонат натрия попадает в плазму крови.

### Глутаматергическая система
В ЦНС находится порядка 106 глутаматергических нейронов. Тела нейронов лежат в коре головного мозга, обонятельной луковице, гиппокампе, чёрной субстанции, мозжечке. В спинном мозге — в первичных афферентах дорзальных корешков.
В ГАМКергических нейронах глутамат является предшественником тормозного медиатора, гамма-аминомасляной кислоты, образующейся с помощью фермента глутаматдекарбоксилазы.

## Патологии, связанные с глутаматом
Повышенное содержание глутамата в синапсах между нейронами может перевозбудить и даже убить эти клетки, что в эксперименте приводит к заболеванию, клинически сходному с боковым амиотрофическим склерозом. Установлено, что для воспрепятствования глутаматной интоксикации нейронов глиальные клетки астроциты поглощают избыток глутамата. Он транспортируется в эти клетки с помощью транспортного белка GLT1, который присутствует в клеточной мембране астроцитов. Будучи поглощённым клетками астроглии, глутамат больше не приводит к повреждению нейронов.

## Содержание глутамата в природе
Глутаминовая кислота относится к условно незаменимым аминокислотам. Глутамат в норме синтезируется организмом. Присутствие в пище свободного глутамата придаёт ей так называемый «мясной» вкус, для чего глутамат используют как усилитель вкуса.
Содержание натуральных глутаматов в пищевых продуктах:
| Продукт         | Свободный глутамат (мг/100 г) |
| --------------- | ----------------------------- |
| Молоко коровье  | 2                             |
| Сыр пармезан    | 1200                          |
| Яйца птицы      | 23                            |
| Мясо цыплёнка   | 44                            |
| Мясо утки       | 69                            |
| Говядина        | 33                            |
| Свинина         | 23                            |
| Треска          | 9                             |
| Макрель         | 36                            |
| Форель          | 20                            |
| Зелёный горошек | 200                           |
| Кукуруза        | 130                           |
| Свёкла          | 30                            |
| Морковь         | 33                            |
| Лук             | 18                            |
| Шпинат          | 39                            |
| Томаты          | 140                           |
| Зелёный перец   | 32                            |

## Промышленное получение
В промышленности глутаминовую кислоту получают, используя штаммы культурных микроорганизмов.
В воде вещество растворяется плохо. Поэтому в пищевой промышленности используют хорошо растворимую соль глутаминовой кислоты — глутамат натрия.

## Применение
Фармакологический препарат глутаминовой кислоты оказывает умеренное психостимулирующее, возбуждающее и отчасти ноотропное действие.[уточнить]
Глутаминовая кислота (пищевая добавка E620) и её соли (глутамат натрия Е621, глутамат калия Е622, диглутамат кальция Е623, глутамат аммония Е624, глутамат магния Е625) используются как усилитель вкуса во многих пищевых продуктах.
Глутаминовую кислоту и её соли добавляют в полуфабрикаты, различные продукты быстрого приготовления, кулинарные изделия, концентраты бульонов. Она придаёт пище приятный мясной вкус.
В медицине применение глутаминовой кислоты оказывает незначительное психостимулирующее, возбуждающее и ноотропное действие, что используют в лечении ряда заболеваний нервной системы. В середине 20 века врачи рекомендовали применение глутаминовой кислоты внутрь в случае мышечно-дистрофических заболеваний. Также её назначали спортсменам с целью увеличения мышечной массы.
Глутаминовая кислота используется в качестве хирального строительного блока в органическом синтезе, в частности, дегидратация глутаминовой кислоты приводит к её лактаму ― пироглутаминовой кислоте (5-оксопролину), которая является ключевым предшественником в синтезах неприродных аминокислот, гетероциклических соединений, биологически активных соединений и т. д..